# Loma Bonita, Lafragua
Loma Bonita är en ort i Mexiko.   Den ligger i kommunen Lafragua och delstaten Puebla, i den sydöstra delen av landet, 190 km öster om huvudstaden Mexico City. Loma Bonita ligger 3 022 meter över havet och antalet invånare är 140.
Terrängen runt Loma Bonita är huvudsakligen lite bergig. Loma Bonita ligger uppe på en höjd. Runt Loma Bonita är det ganska tätbefolkat, med 60 invånare per kvadratkilometer. Närmaste större samhälle är Tlanalapan, 7,2 km söder om Loma Bonita. Trakten runt Loma Bonita består till största delen av jordbruksmark.